# Julián Simón

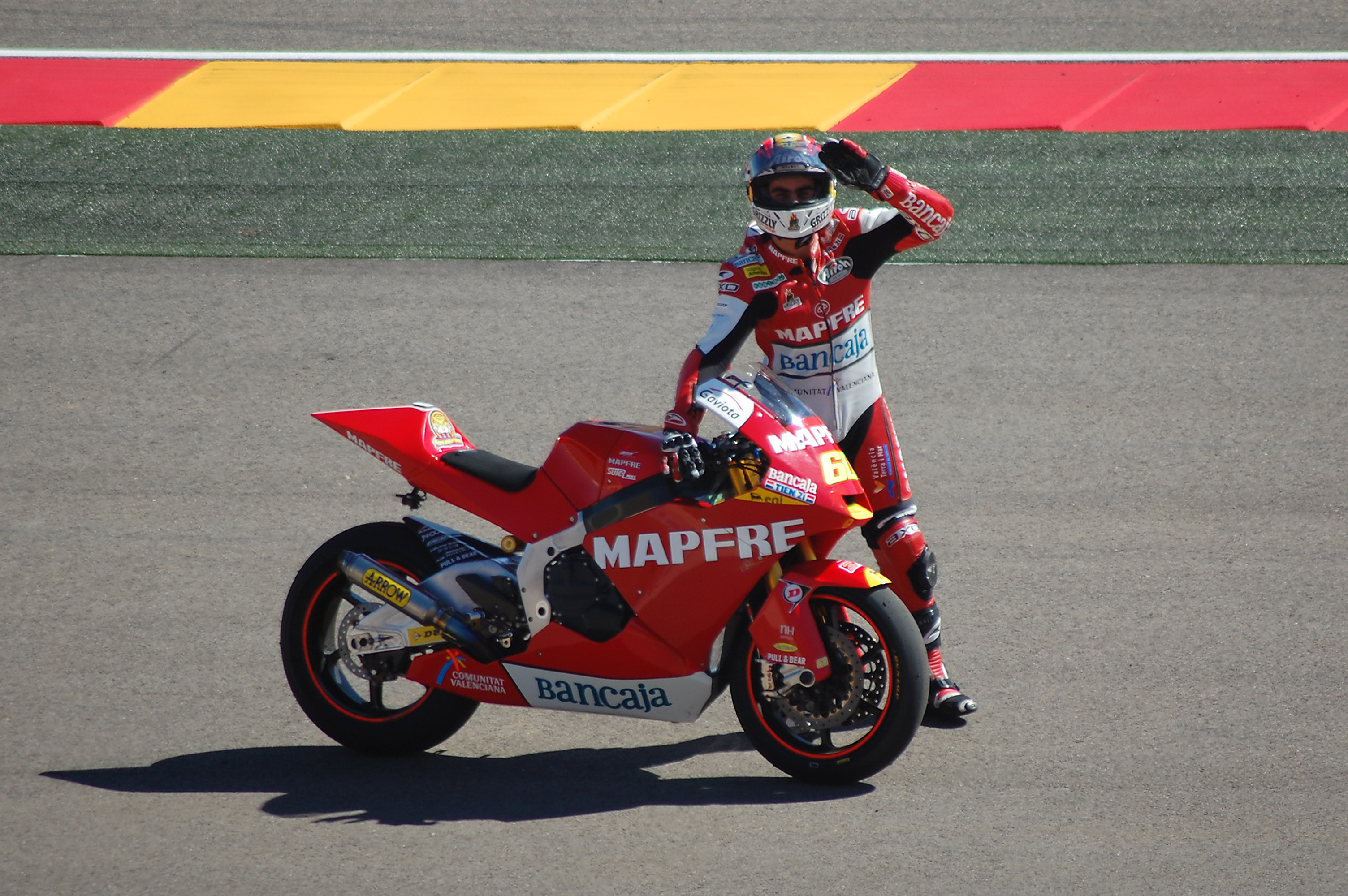
Julián Simón 2010

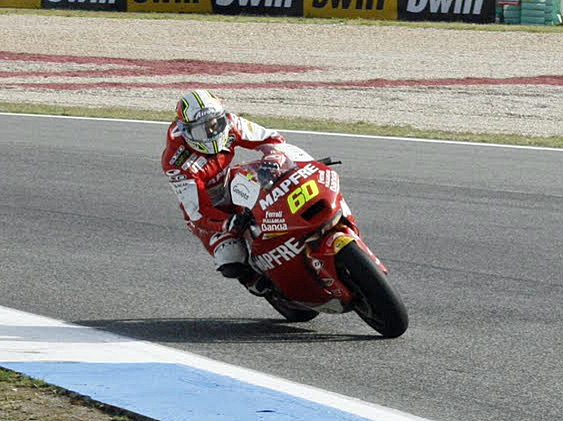
Simón 2011 in Estoril

Julián Simón Sesmero (* 3. April 1987 in Villacañas) ist ein spanischer Motorradrennfahrer.

## Karriere
Julián Simón begann seine Motorsportkarriere im Alter von zwei Jahren beim Minicross, mit fünf wechselte er zum Motocross, wo er als Zehnjähriger Spanischer Juniorenmeister wurde. Mit zwölf Jahren wechselte Simón in den Straßenrennsport, im Jahr 2000 gewann der Spanier den Aprilia-Cup in den Klassen bis 50 und bis 125 cm³.
In der Saison 2002 debütierte Julián Simón auf einer Honda beim Großen Preis von Spanien in Jerez in der 125-cm³-Klasse der Motorrad-Weltmeisterschaft. In der folgenden Saison startete der 167 cm große Spanier für das Semprucci-Angaia-Team auf Malaguti permanent in der 125er-WM, erreichte dabei aber nur einmal die Punkteränge. 2004 setzte das Angaia-Team Honda-Motorräder ein. Simón kam im Saisonverlauf immer besser mit dem japanischen Material zurecht und steigerte sich kontinuierlich, was ihm mit 60 Zählern den 14. WM-Rang einbrachte.
Zur Saison 2005 wurde Julián Simón vom österreichischen Hersteller KTM für die 125er-Klasse verpflichtet und ging im Werksteam Red Bull KTM an der Seite von Mika Kallio und Gábor Talmácsi an den Start. Beim Großen Preis von Großbritannien in Donington Park gelang dem Spanier in einem von starkem Regen geprägten Rennen der erste Grand-Prix-Sieg seiner Laufbahn. In der Gesamtwertung belegte er den siebenten Platz. 2006 fuhr Simón im selben Team konstant unter die besten zehn und wurde WM-Neunter.
Im Jahr 2007 stieg Julián Simón in die 250-cm³-Klasse auf, wo er im Repsol-Honda-Team von Alberto Puig an der Seite des Japaners Shūhei Aoyama eine Honda pilotierte. Der Spanier errang zwar keine Podiumsplatzierung, fuhr aber konstant unter die besten zehn und belegte am Saisonende den neunten Gesamtrang. 2008 bildete er mit Mika Kallio und Hiroshi Aoyama der KTM-Werksteam in der 250er-Klasse. Simón konnte zwar wiederum keine großen Ausrufezeichen setzten, belegte mit konstanten Leistungen aber den zehnten WM-Rang.
In der Saison 2009 startete Julián Simón für das Bancaja-Aspar-Team des vierfachen Weltmeisters Jorge Martínez auf einer Aprilia-Werksmaschine in der 125-cm³-Klasse. Der Spanier gehörte von Beginn an zu den Spitzenpiloten; in den 16 Saisonrennen gelangen ihm sieben Siege bei insgesamt zwölf Podiumsplatzierungen. Am 18. Oktober 2009 krönte sich der Spanier mit einem Sieg beim Großen Preis von Australien in Phillip Island bereits im drittletzten Saisonrennen zum Weltmeister in der Achtelliterklasse. Am Saisonende hatte Simón mit 289 Punkten 65,5 Zähler mehr auf dem Konto als sein ärgster Widersacher, sein britischer Teamkollege Bradley Smith. Für ein Novum sorgte Simón beim Großen Preis von Katalonien, als er, in Führung liegend, eine Runde vor Schluss bereits irrtümlich seinen Sieg feierte und dadurch noch bis auf Rang vier durchgereicht wurde.
In der Saison 2010 trat Julián Simón zusammen mit Mike Di Meglio für das Aspar-Team in der neu geschaffenen Moto2-Klasse an und beendete diese auf Platz 2.
In der Saison 2011 fährt Julián Simón zusammen mit Jordi Torres für das Mapfre Aspar Moto2 Team.

## Statistik

### Erfolge
- 2009 – 125-cm³-Weltmeister auf Aprilia
- 2010 – Moto2-Vizeweltmeister auf RSV / Suter
- 8 Grand-Prix-Siege

### In der Motorrad-Weltmeisterschaft
| Saison | Klasse  | Motorrad       | Rennen | Siege | Podien | Poles | Punkte | Ergebnis    |
| ------ | ------- | -------------- | ------ | ----- | ------ | ----- | ------ | ----------- |
| 2002   | 125 cm³ | Honda          | 4      | –     | –      | –     | 2      | 37.         |
| 2003   | 125 cm³ | Malaguti       | 16     | –     | –      | –     | 4      | 29.         |
| 2004   | 125 cm³ | Honda          | 14     | –     | –      | –     | 60     | 14.         |
| 2005   | 125 cm³ | KTM            | 15     | 1     | 1      | –     | 123    | 7.          |
| 2006   | 125 cm³ | KTM            | 13     | –     | 1      | –     | 97     | 9.          |
| 2007   | 250 cm³ | Honda          | 17     | –     | –      | –     | 123    | 9.          |
| 2008   | 250 cm³ | KTM            | 16     | –     | –      | –     | 109    | 10.         |
| 2009   | 125 cm³ | Aprilia        | 16     | 7     | 12     | 7     | 289    | Weltmeister |
| 2010   | Moto2   | RSV / Suter    | 17     | –     | 8      | 3     | 201    | 2.          |
| 2011   | Moto2   | Suter          | 10     | –     | 1      | –     | 68     | 14.         |
| 2012   | Moto2   | FTR / Suter    | 17     | –     | 2      | –     | 81     | 13.         |
| 2013   | Moto2   | Kalex          | 17     | –     | –      | –     | 81     | 13.         |
| 2014   | Moto2   | Kalex          | 18     | –     | –      | –     | 56     | 17.         |
| 2015   | Moto2   | Speed Up       | 18     | –     | –      | –     | 58     | 18.         |
| 2016   | Moto2   | Speed Up       | 16     | –     | 1      | –     | 40     | 18.         |
| 2017   | Moto2   | Kalex / Tech 3 | 3      | –     | –      | –     | –      | 40.         |
| Gesamt | Gesamt  | Gesamt         | 227    | 8     | 26     | 10    | 1392   | 1 WM-Titel  |

## Verweise